# دیوار بزرگ هوشان

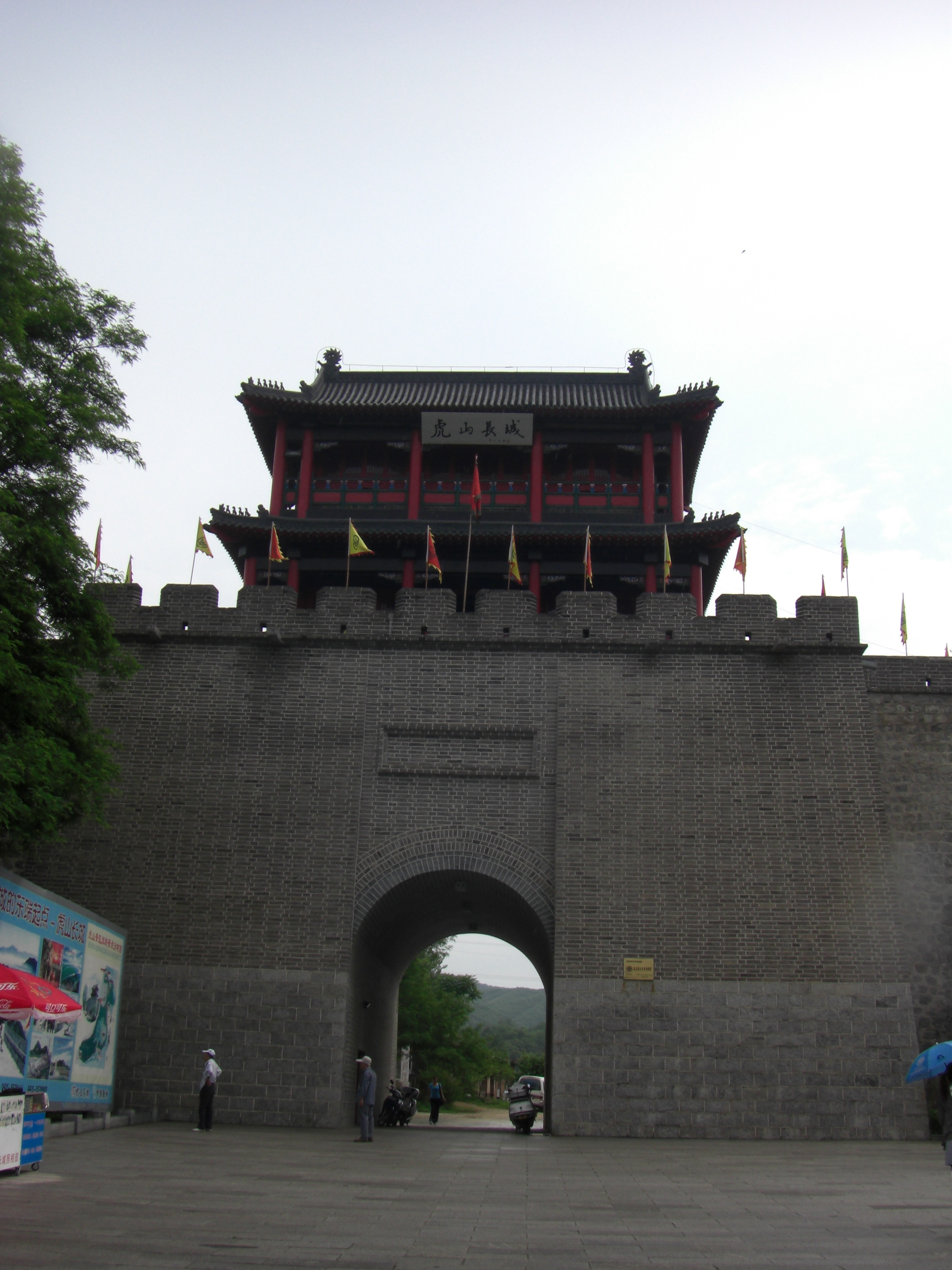
دروازه دیوار بزرگ هوشان، این دروازه در دهه ۱۹۹۰ به تازگی ساخته شده است

دیوار بزرگ هوشان (هانجا: 边墙) یا دیوار بزرگ کوه ببر (چینی: 虎山长城; پین‌یین: Hǔshān Chángchéng)، بخشی از دیوار بزرگ مینگ است که در شهرستان خودمختار مانچو کواندیان در لیائونینگ، چین قرار دارد. این دیوار به طول تقریبی ۱٬۲۰۰ متر بر روی کوه هوشان(کوه ببر) ساخته شده است.
دیوار از ۱۵ کیلومتری شمال شرقی شهر داندونگ آغاز شده و مستقیماً در کنار مرز چین–کره شمالی قرار دارد. سپس به‌طور شیب‌دار تا ارتفاع ۱۴۶٫۳ متر بالا می‌رود و پس از عبور از طرف دیگر کوه هوشان به یک پارکینگ می‌رسد.
در بسیاری از نوشته‌ها و شعرهای دوره دودمان مینگ به «دیوار مرزی» (边墙) اشاره شده که به‌طور مستقیم به کناره‌های رودخانه یالو می‌رسید و بخشی از سیستم دفاعی مینگ در مرز شمالی بود. این دیوار برای دفاع در برابر راهزنان مردم جورجی ساخته شده بود که به‌طور مکرر از شمال به روستاهای دودمان مینگ و پادشاهی چوسان حمله می‌کردند. تاریخ ساخت آن توسط Ming Shilu به سال ۱۴۷۹ میلادی (سال پانزدهم دوره چنگ‌هوا) مستند شده است. آرشیوهای شهرستان آندونگ (داندونگ) مکان دیوار را شمال رودخانه آی (叆河) در منطقه هوشان قرار داده‌اند. یک سری از بررسی‌ها در اواخر دهه ۱۹۸۰ و اوایل دهه ۱۹۹۰ تحت هدایت مورخ معماری لو ژه‌وِن و همکارانش، خرابه‌ها را در هوشان به عنوان نقطه انتهایی شرقی این بخش از دیوار بزرگ شناسایی کردند. یک بخش به طول ۱٬۲۵۰ متر (۴٬۱۰۰ فوت) در سال ۱۹۹۲ مرمت شد.
خرابه‌های دژهای قدیمی در هوشان شناسایی شده‌اند که به دوران فرمانداری‌های ۴ گانه و امپراتوری گوگوریو بازمی‌گردند. برای دفاع در برابر قبایل بیابانی از شمال، بسیاری از این دژها و دیوارها در آن زمان‌ها ساخته شده‌اند. سایت‌های مشابهی در نقاط مختلف لیائونینگ و همچنین در استان‌های پیونگان شمالی و چاگانگ در کره شمالی کشف شده‌اند. در نزدیکی این مکان، سایت یک شهر تاریخی به نام پوسو (婆娑) یا باک‌جاک (泊汋, 박작) در جیولیان‌چنگ، در جنوب هushan قرار دارد.
از سوی دیگر، محققان کره‌ای شمالی و جنوبی در مورد وجود تاریخی دیوار هوشان تردید دارند و به دلیل کمبود مدارک مستند، این موضوع را زیر سؤال برده‌اند. برخی از باستان‌شناسان و کارشناسان کره‌ای معتقدند که دیوارها و استحکامات احتمالاً ابتدا توسط دودمان مینگ و پادشاهی چوسان به‌طور مشترک ساخته شده‌اند تا در برابر راهزنان مردم جورجی از شمال دفاع کنند. چین با ادعای آن‌ها به عنوان بخشی از دیوار بزرگ مینگ، در حال تحریف تاریخ با اهداف سیاسی است.